# Opuszki przedsionka

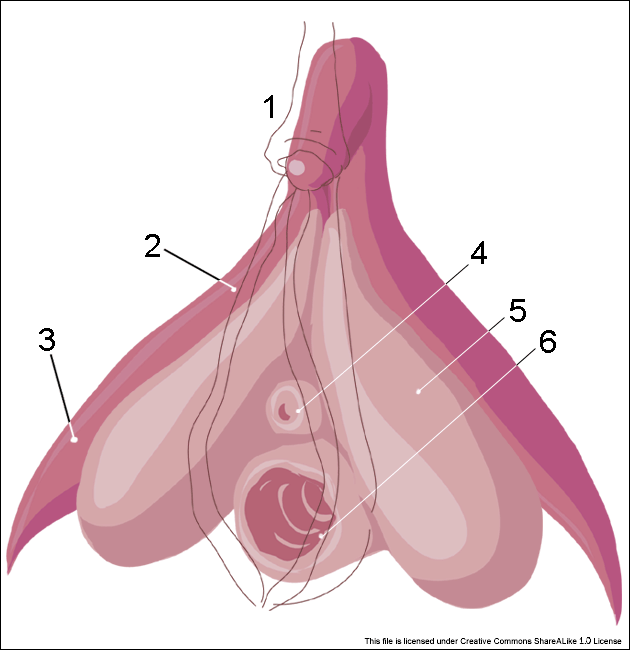
Schemat budowy łechtaczki – opuszki przedsionka oznaczone numerem 5

Opuszki przedsionka (łac. bulbi vestibuli) – w anatomii człowieka parzyste narządy będące częścią zewnętrznych narządów płciowych kobiety. Zbudowane są ze splotów żylnych i niewielkiej ilości tkanki łącznej oraz pasm tkanki mięśniowej gładkiej. Mają kształt migdałowaty, zwężający się ku przodowi, długość 3–4 cm. Leżą u podstawy warg sromowych mniejszych, po obu stronach przedsionka pochwy. Wypełnienie ich krwią powoduje powiększenie łechtaczki. U mężczyzn ich odpowiednikiem jest ciało gąbczaste prącia (lub jego tylna część – opuszka prącia). 